# Mini parapente
 (novembre 2012).
Si vous disposez d'ouvrages ou d'articles de référence ou si vous connaissez des sites web de qualité traitant du thème abordé ici, merci de compléter l'article en donnant les références utiles à sa vérifiabilité et en les liant à la section « Notes et références ».
Le mini parapente ou mini voile, du point de vue matériel, est une voile, ou aile, de surface inférieure à 20 m2, contre 20 à 30 m2 pour des parapentes classiques. Les gains en poids et en maniabilité, vitesse et réactivité en font des engins plus exigeants à piloter.
On peut différencier :
- mini parapente : homothétie d'un parapente de taille classique ;
- mini voile : développement particulier avec tangage bridé et cône de suspentage court.

Les pratiques de vol libre en « mini » recouvrent :
- apprentissage du gonflage au sol et du vol ;
- vol sur site ;
- ascendances thermiques et dynamiques ;
- rando montagne, haute montagne ;
- speed flying pour les pilotes plus aguerris.